# 조경호 (1887년)
조경호(趙京鎬, 일본식 이름: 昌松京鎬쇼마쓰 게이고, 1887년 4월 30일 ~ ?)는 일제강점기의 관료로, 본적은 평안남도 강서군 수산면이다.

## 생애
1908년 3월 관립한성사범학교 임시교원양성과를 졸업했으며, 1908년 4월 전라남도 목포공립보통학교 본과 부훈도, 1909년 4월 공립보통학교 본과 부훈도로 근무했다. 1910년 6월 본과 훈도에 합격했고, 평안남도 평양공립보통학교 훈도(1911년 11월), 평양공립간이상업학교 훈도(1912년 1월 ~ 1918년), 평양제1공립보통학교 훈도(1912년 1월 ~ 1919년)를 차례로 역임했다. 1912년 8월 1일 일본 정부로부터 한국병합기념장을 받았다.
1919년 10월 평안남도 대동군 부산공립보통학교 훈도로 근무했으며, 1920년 11월 19일부터 1930년까지 평안남도 도시학(道視學) 겸 평안남도 내무부 학무과 시학(視學), 1926년부터 1930년까지 평안남도 평양명륜여자보통학교 훈도를 역임했다. 1926년 12월 17일 일본 정부로부터 훈8등 서보장, 1928년 11월 16일 쇼와대례기념장을 받았고, 1929년 평안남도 내무부 학무과 속(屬), 1930년 평안남도 내무부 지방과 속(屬)으로 근무했다.
1931년 4월 23일 평안남도 덕천군수로 임명되었으며, 1931년 8월 13일 일본 정부로부터 훈7등 서보장, 1933년 8월 3일 훈6등 서보장을 받았다. 1935년 10월 1일 조선총독부로부터 시정 25주년 기념표창과 은배 1조를 받았고, 1936년 10월 31일부터 1941년 3월 30일까지 평안남도 중화군수를 역임했다. 1939년 8월 11일 일본 정부로부터 훈5등 서보장을 받았으며, 1939년 6월 30일 고등관 4등, 1939년 8월 1일 정6위에 각각 서위되었다.
평안남도 중화군수 재직 시절 군용물자 조달 및 공출, 국채 소화 및 저축 장려, 국방헌금 모집, 국방사상 보급 및 선전에 관한 업무를 수행했으며, 1940년 4월 29일 중일 전쟁에 협력한 공로를 인정받아 일본 정부로부터 훈5등 쌍광욱일장을 받았다. 1941년 8월 전후에 국민총력조선연맹이 조직한 국민총력추진대(國民總力推進隊) 평안남도 연락계원으로 활동했고, 1944년 4월 20일부터 1945년 8월 광복 때까지 평안남도 안주군 안주읍장을 역임했다.
민족문제연구소의 친일인명사전 수록자 명단의 관료 부문, 친일반민족행위진상규명위원회가 발표한 친일반민족행위 705인 명단에 포함되었다.

## 참고 자료
- 친일반민족행위진상규명위원회 (2009). 〈조경호〉. 《친일반민족행위진상규명 보고서 Ⅳ-16》. 서울. 620~629쪽.